# Kaptasar
Kaptasar är ett berg i Armenien. Det ligger i den centrala delen av landet, 90 kilometer öster om huvudstaden Jerevan. Toppen på Kaptasar är 2 958 meter över havet, eller 77 meter över den omgivande terrängen. Bredden vid basen är 0,68 km.
Terrängen runt Kaptasar är huvudsakligen kuperad, men söderut är den bergig. Närmaste större samhälle är Vardenik, 18,8 kilometer norr om Kaptasar. 
Trakten runt Kaptasar består i huvudsak av gräsmarker. Runt Kaptasar är det ganska glesbefolkat, med 28 invånare per kvadratkilometer.